# CIHT-FM
CIHT-FM (bekannt als Hot 89.9 FM) ist ein englischsprachiger privater Hörfunksender aus Ottawa, Kanada. Der Sender sendet aktuelle Charts im  Contemporary-Hit-Radio-Format mit einer Leistung von 27 kW auf der Frequenz 89,9 MHz. Der Sender wird von Newcap Broadcasting betrieben und versorgt Ottawa und die Umgebung. Des Weiteren wird das Programm ins Internet übertragen und in das digitale Kabelnetz mehrerer Kabelnetzbetreiber eingespeist.

## Geschichte
Der Sender erhielt seine Sendelizenz von der Canadian Radio and Television Commission im Jahre 2001. Anfänglich wurde ein Dance Format ausgestrahlt unter dem Sendernamen The Planet. Ab dem 7. Februar 2003 wurde das Sendeformat auf das aktuelle CHR-Format umgestellt. Es ist der größte Sender von Newcap Broadcasting. Der Sender produziert lokal die Sendung Canadian Hit 30 Countdown. Welche jede Woche von dem Moderatorenteam Mauler und Rush präsentiert wird.

## Programm
- The Hot 9 @ 9 With the Morning Hot Tub
- The Hot One's @ 1
- The Non-Stop 5 O’Clock Traffic Jam
- The Hot 5 @ 7
- Battle of the Beats
- The Saturday Night Hot Mix
- The Canadian Hit 30 Countdown
- American Top 40
- Hollywood Hamilton's Weekend Top 30